# Poecilominettia octovittata
Poecilominettia octovittata är en tvåvingeart som först beskrevs av Samuel Wendell Williston  1896.  Poecilominettia octovittata ingår i släktet Poecilominettia och familjen lövflugor. Inga underarter finns listade i Catalogue of Life.